# Hymenocladiopsis
Hymenocladiopsis, monotipski rod crvenih algi iz porodice Fryeellaceae, dio reda Rhodymeniales. Jedina vrsta je morska alga H. prolifera s tipskim lokalitetom kod otoka Južna Georgia

## Sinonimi
- Gracilaria prolifera Reinsch 1888
- Hymenocladiopsis crustigena R.L.Moe 1986